# Eupelmus kororensis
Eupelmus kororensis är en stekelart som beskrevs av Yoshimoto och Ishii 1965. Eupelmus kororensis ingår i släktet Eupelmus och familjen hoppglanssteklar.
Artens utbredningsområde är Palau. Inga underarter finns listade i Catalogue of Life.